# Germania IV
| Germania IV                  | Germania IV                  | Germania IV |
| Technische Daten (Überblick) | Technische Daten (Überblick) |             |
| ---------------------------- | ---------------------------- | ----------- |
| Takelung:                    | Sloop                        |             |
| Segelklasse:                 | 8mR                          |             |
| Segelnummer:                 | 8 G12                        |             |
| Konstrukteur:                | Henry Rasmussen              |             |
| Baujahr:                     | 1939                         |             |
| Werft:                       | Abeking & Rasmussen          |             |
| Werftstandort:               | Lemwerder                    |             |
| Baunummer:                   | 3340                         |             |
| Baukosten:                   | 24.000 RM ohne Segel         |             |
| Länge über alles (Lüa):      | 14,89 m                      |             |
| Länge Wasserlinie:           | 9,40 m                       |             |
| Breite über alles (Büa):     | 2,30 m                       |             |
| Tiefgang:                    | 1,99 m                       |             |
| Verdrängung:                 | 9 Tonnen                     |             |
| Ballast:                     | 5,75 t                       |             |
| Masthöhe:                    | 17 m                         |             |
| Segelfläche:                 | 77 m²                        |             |
| Großsegel:                   | 60 m²                        |             |
| Fock/Genua I:                | 28 m²/46 m²                  |             |
| Spinnaker:                   | 100 und 120 m²               |             |
| Flagge:                      | Deutschland                  |             |
| Nutzung:                     | Regattayacht                 |             |
| Mannschaftsstärke (Crew):    | 6 Personen                   |             |

Die Germania IV ist eine 8mR-Regattayacht (Achter) der Meter-Klasse, die der Essener Industrielle Gustav Krupp von Bohlen und Halbach im Jahr 1939 bei der renommierten Bootswerft Abeking & Rasmussen in Lemwerder bauen ließ.

## Geschichte derGermania IV
Er wollte mit dieser Yacht an die Regatta-Erfolge, die er mit der Germania III 1936 bei den olympischen Sommerspielen vor Kiel erzielt hatte, anknüpfen. Nur knapp hatte er die Silbermedaille verpasst (punktgleich). Bei den nächsten Olympischen Spielen 1940 vor Helsinki wollte er die Goldmedaille mit seiner Mannschaft erkämpfen. Man hatte sich einige technische Neuheiten einfallen lassen. So war die Yacht mit Drahtvorschoten und besonders großen Winschen ausgestattet, die durch unter Deck montierte Handräder ebenso wie die Backstagen betrieben wurden.

### Kriegszeit
Zur Kieler Woche 1939 war die Germania IV (G12) (Steuermann Walter von Hütschler) fertiggestellt und traf nur auf die beiden Gegner Germania III (G9) (Steuermann Felix Scheder-Bieschin und das Schwesterschiff der neuen Germania, die Windsbraut III (G11) des Berliner Privatbankiers Fritz Sponholz. Jede Yacht gewann ein Rennen. Danach sollte es nach Sandhamn/Schweden und Helsinki gehen, um sich mit dem künftigen olympischen Segelrevier für 1940 vertraut zu machen. Während der Anreise begann der Zweite Weltkrieg. Der Mannschaft gelang die Rückreise und die Germania IV wurde in einer Bootshalle bei Potsdam eingelagert. Die Olympischen Spiele in Helsinki fanden wegen des Krieges erst im Jahr 1952 statt, allerdings ohne Beteiligung der 8mR-Yachten. Die Germania II hatte Krupp schon 1936 an Hans Howaldt verkauft, der sie in Inga VIII umbenannte und nach Umbau zum Tourenboot nach Berlin verlegte. Die Yacht verbrannte gegen Ende des Krieges in einer Bootshalle in Potsdam, vermutlich durch Brandstiftung. Die Germania IV wurde während des Krieges an einen Berliner Segler verkauft und befand sich 1945 im Schleusenhafen von Brunsbüttel. Der hier festgehaltene Werftchef Henry Rasmussen besorgte den britischen Besatzungsoffizieren, die die Germania IV segeln wollten, den Reservemast der Yacht aus Lemwerder und kam so zurück zu seiner Werft.

### Nachkriegszeit
Als 1948 die Engländer die Yacht in fast verrottetem Zustand frei gaben, kaufte der Flensburger Segler und Bootsbauer Jacob Staats die Germania IV, restaurierte sie von Grund auf und segelte sie als Gunna IV mit weißem Rumpf als Tourenboot vornehmlich auf der Flensburger Förde. Er verkaufte sie an einen Lüneburger Arzt, der die Yacht in Rasmus IV umtaufte. Dieser gab die Yacht weiter an Cecil Lefen, den Kommodore des Belgischen Yachtclubs. Seine Witwe verkaufte 1969 das Schiff weiter an den Metallbauer Pierre Hauwaerts. Nach einem Mastbruch baute er die Yacht nach seinen Bedürfnissen um. Er kürzte den Rumpf um 80 cm, baute einen 18 PS starken Yamaha-Diesel ein und rüstete die Yacht zu einem deutlich schwereren toppgetakelten Fahrtenschiff um. Mit dem auf Baltic umbenannten Schiff unternahm Hauwaerts ausgedehnte Nordsee- und Nordatlantikreisen. Ein Törn führt ihn bis in den Bottnischen Meerbusen.
1998 erwarben Rolf Rathcke und sein Sohn Philipp Rathcke in Zeebrügge von Hauwaerts die Yacht, um sie zu restaurieren und möglichst in den Urzustand von 1939 zu versetzen. Die Restaurierung dauerte bis zum Sommer des Jahres 2007, da sie keine fremde Hilfe einer Werft in Anspruch nehmen wollten. Da Philipp Rathcke den Großteil der Restaurierung durchführte, erhielt er während der Kieler Woche 2007 von Ministerpräsident Carstensen das „Blaue Band“, welches eine Auszeichnung für besondere Leistungen im maritimen Bereich darstellt.

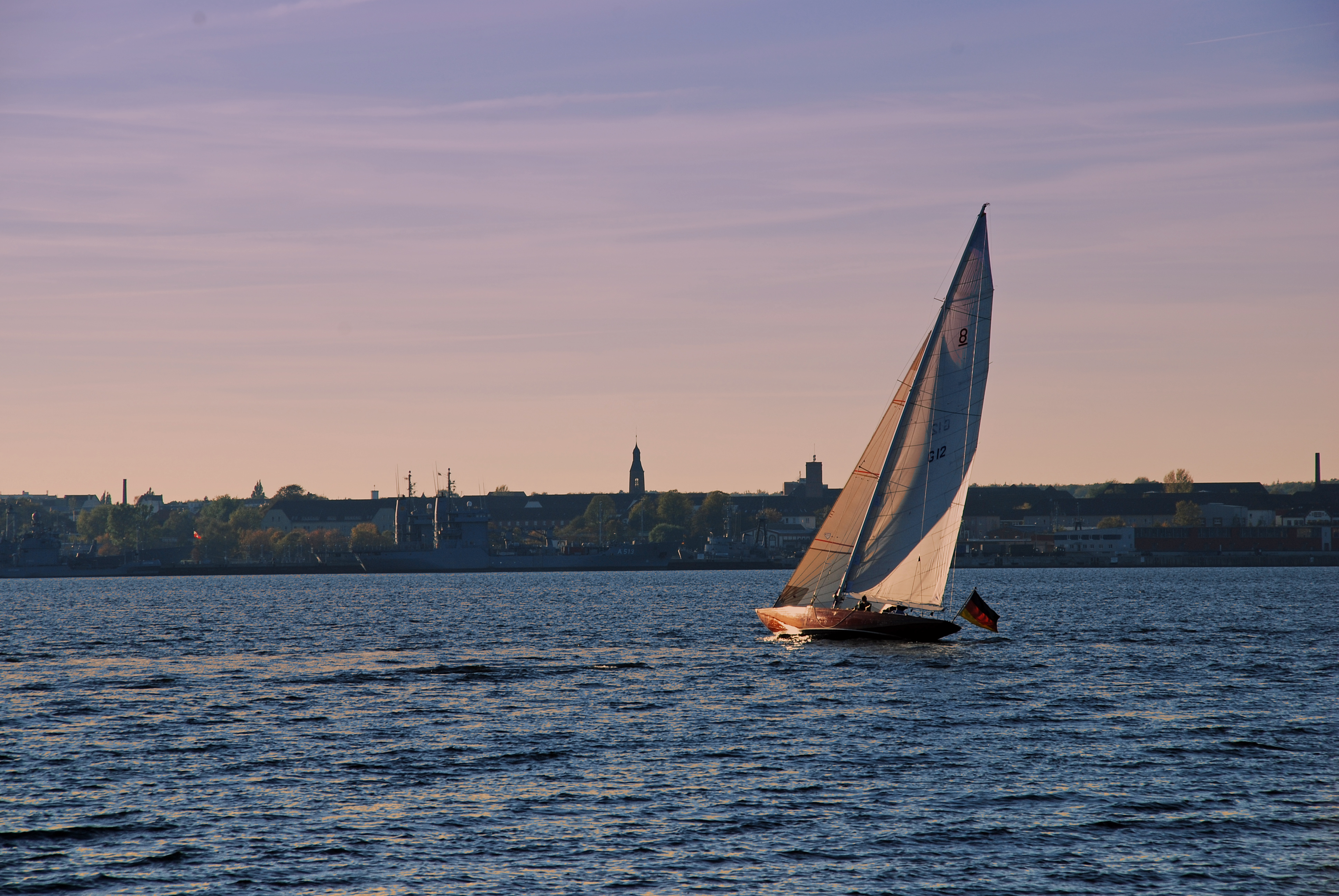
Germania IV

## Yachten mit dem NamenGermania
- Germania, 1908, Germaniawerft
- Germania II, 1934, A&R, 8mR-Yacht Baunummer 2856
- Germania III, 1935, A&R, 8mR-Yacht Baunummer 2974
- Germania IV, 1939, A&R, 8mR-Yacht Baunummer 3340
- Germania V, 1955, A&R, 13 KR-Yacht Baunummer 5025
- Germania VI, 1963, A&R, 16 KR-Yacht Baunummer 5895